# La Nación (Costa Rica)
La Nación es un periódico costarricense de circulación diaria, cuyas oficinas centrales se ubican en el distrito tibaseño de Anselmo Llorente, cerca de San José.

## Historia
La Nación es un periódico de interés general con una circulación nacional diaria.
Nace para engrosar las filas de la crítica contra los excesos del gobierno de Teodoro Picado Michalski, junto con los periódicos de aquel entonces: El Diario de Costa Rica, La Prensa Libre y La Hora. La Tribuna, voz y fuerza oficialista por excelencia, vuelve más polémica la oferta informativa del ambiente.[cita requerida]
Fundado en 1946, a la cabeza del proyecto estaban el periodista Sergio Carballo Romero como director, Ricardo Castro Beeche como gerente, y Jorge Salas en la administración. La planilla de redactores la conformaban Adrián Vega Aguiar, Salvador Lara, Eduardo Chavarría, Federico González Campos, Claudio Ortiz Oreamuno y Joaquín Vargas Gené. Además, Hortensia Echeverría Pacheco sería la cronista social.
Fue engendrado en un ambiente de denuncias sobre fraudes electorales sistemáticos, represión gubernamental contra los opositores, dudosos manejos de los bienes públicos, indignación popular, recesión de posguerra, polaridad ideológica y desorientación política, y su nacimiento, está marcado por la vehemencia y el activismo anterior a la guerra civil de 1942.[cita requerida]
La empresa inicia la diversificación a principios de los años 1992. La edición de revistas —Rumbo, Triunfo, Perfil, Tambor, Voltaje— nace por el empeño del primer director ejecutivo, Manuel Jiménez Borbón, quien opta por crear nuevas fuentes de trabajo durante la crisis de principios de los años 1986, para no despedir personal. Los periódicos Al Día y El Financiero buscan llenar el vacío de otro tipo de lectores, y las distintas secciones y suplementos de La Nación abren espacios de interés más generales.

### Polémica por encuesta preelectoral
El 22 de septiembre de 2011 el Semanario Universidad reportó que La Nación había decidido no hacer pública una encuesta que había contratado a la empresa Unimer, aduciendo que podría influir inadecuadamente en las elecciones. El periódico justificó en un editorial del día siguiente la no publicación del sondeo argumentando que "en las especiales circunstancias de esta elección, poco aportaríamos al proceso cívico y mucho a la especulación malintencionada".; afirmó que confiaba plenamente en el trabajo de Unimer y que tenía claro que "las teorías de la conspiración y la maledicencia no pueden evitarse".
Después de la primera ronda electoral, la jefa de investigación de La Nación, Giannina Segnini Picado, renunció aduciendo: "una serie de decisiones editoriales de este diario, fundamentadas en razones que considero ajenas al periodismo, me impiden continuar trabajando para esta empresa"
La gerente de GN Medios, Antonieta Chaverri Suárez, explicó al día siguiente de la renuncia que La Nación no había variado sus prácticas periodísticas en los últimos años ni tampoco en las últimas semanas antes de la salida de Segnini.

## Plana mayor
| Director y Editor General | Armando González Rodicio                                                                                      |
| Jefe de Redacción         | Armando Mayorga Aurtenechea                                                                                   |
| Jefe de Diseño            | Dominick Baltodano Proestakis                                                                                 |
| Jefe de Fotografía        | Marvin Caravaca Murillo                                                                                       |
| Jefes de Información      | Víctor Fernández Gutiérrez Mauricio A. de Praga Martínez Soto Ronald Matute Charpentier Larissa Minsky Acosta |

### Directores deLa Nación
Las personas que han dirigido La Nación desde su fundación han sido: Ricardo Castro Beeche (1946-1950), Sergio Carballo Romero (1950-1967), Guido Fernández Saborío (1968-1980), Adrián Vega Aguiar (1980-1982), Eduardo Ulibarri Bilbao (1982-2003), Alejandro Urbina Gutiérrez (2003-2010), Yanancy Noguera Calderón (2010-2014) y Armando González Rodicio, desde el 26 de febrero de 2014.

### Junta directiva
| Puesto         | Nombre                    |
| -------------- | ------------------------- |
| Presidente     | Manuel Jiménez Echeverría |
| Vicepresidente | Fernán Vargas Rohrmoser   |
| Secretario     | Mario Montealegre Saborío |
| Tesorero       | Daniel Lacayo Abreu       |
| Vocal          | Carlos González Jiménez   |
| Vocal          | Jaime Jiménez Solera      |
| Vigilancia     | Jorge Brenes Ramírez      |
| Vigilancia     | Mario Pérez Cordón        |
| Vigilancia     | Sergio Egloff Gerli       |

#### Primera junta directiva
| Puesto         | Nombre                      |
| -------------- | --------------------------- |
| Presidente     | Alfredo Echandi Jiménez     |
| Vicepresidente | Jaime Solera Benett         |
| Secretario     | Edgar Odio González         |
| Tesorero       | Manuel de Mendiola Zaldívar |
| Vocal          | José Víctor Marcha          |
| Vocal          | Ramón Aguilar Castro        |
| Vocal          | Alberto Cañas Escalante     |
| Vocal          | Roberto Cañas Escalante     |
| Vocal          | Ramón Herrero Herrero       |

## Suplementos
La Nación, como otros periódicos, tiene varios suplementos:
- Áncora, suplemento cultural dominical. Sale a partir del 4 de enero de 1981.
- DC o De Compras, guía semanal de artículos y servicios. Sale los martes a partir del 4 de agosto de 1998.
- Revista Dominical (tuvo temporalmente el nombre de Proa), cuyo plato fuerte son los reportajes y las columnas de opinión (en ella escribe la poeta y dramaturga Ana Istarú). Sale a partir de 1992.
- Somos Célebres, suplemento semanal de información comercial-empresarial. Sale los jueves (excepto el primer y último jueves del año y el Jueves Santo) a partir del 8 de junio de 2004.
- Teleguía, guía de televisión; sale los domingos a partir del 4 de noviembre de 1994.
- Viva, suplemento diario de espectáculo y entretenimiento. Los viernes se convierte en la guía del fin de semana: Viva el Tiempo Libre. Sale a partir del 18 de mayo de 1987.
- Zurquí, suplemento educativo nacido el 16 de enero de 1979. Se publicó semanalmente durante muchos años, pero actualmente no tiene una periodicidad específica.

Suplementos que han dejado de salir
- Ámbitos, suplemento inmobiliario; nació en septiembre de 2008 y murió en enero de 2009, víctima de la crisis.[8]

## Premios
La Nación y sus periodistas han recibido numerosos reconocimientos nacionales e internacionales a lo largo de su historia. La lista de los galardonados con el Premio Nacional de Periodismo Pío Víquez Chinchilla, el más importante de Costa Rica, son: Danilo Arias Madrigal (1970 y 1974 por su labor periodística), Bosco Valverde Calderón (1977, por su trayectoria periodística), Édgar Fonseca Monge (1984, lo recibió junto con otros colegas por estar en el atentado de La Penca), Eduardo Ulibarri Bilbao (1999, por su labor editorial y periodística a lo largo de varios años), Julio Rodríguez Bolaños (2005, por sus ideas que enriquecen el debate nacional), Rodrigo Calvo Castro (2007, por realizar investigación histórica en periodismo) y Giannina Segnini Picado (2012, por rigurosidad en su trabajo de investigación y faceta de docente y consultora). Mientras que otros también han sido galardonados con el Premio Joaquín Vargas Gené que otorga el Colegio de Periodistas.
Obtienen asimismo el Premio SIP-Mergenthaler de la Sociedad Interamericana de Prensa: Manuel Formoso Herrera en 1970 por su labor en favor de los derechos humanos, Guillermo Fernández Rojas en 1987 y Édgar Fonseca Monge, Tomás Zamora Ocampo, Lafitte Fernández Rojas, Edgar Espinoza Rodríguez y Carlos Arguedas Campos en 1989 por su labor de investigación en el tema del narcotráfico. Mientras que el Premio de Periodismo en Ciencia y Tecnología lo ganaron en múltiples ocasiones las periodistas Larissa Minsky Acosta (1992 y 1994), Debbie Ponchner Ángel (2001, 2002 y 2005) y Alejandra Vargas Morera (2010).
El primero de los premios que registra la historia de La Nación a uno de sus miembros fue entregado en 1959 a su entonces director Ricardo Castro Beeche, cuando recibe el Premio María Moors Cabot de la Universidad de Columbia por "sus eminentes servicios en pro de la libertad de prensa". Posteriormente, en 1961 le fue entregado el Premio Joaquín García Monge a Miguel "Salguero" Zúñiga Díaz por su sección Conozcamos Ticolandia y el suplemento "La vida en Tiquicia", siendo el primer miembro de La Nación en obtenerlo. Además, el fotógrafo Juan José Aguilar Buonocuore ganó en 1978 el Premio a la Mejor Fotografía de la Agencia EFE, tras capturar al rey Juan Carlos de España recogiendo una tapa de Coca Cola del piso.
En el 2005, los periodistas Giannina Segnini Picado, Ernesto Rivera Casasola y Mauricio Herrera Ulloa ganaron el Premio Ortega y Gasset 2005 al Mejor Trabajo de Investigación o Reportaje por su serie de informaciones "El Proyecto Finlandia y el caso Alcatel".

## Edición digital
La edición digital de La Nación comenzó a gestarse en los primeros meses de 1994, y el 7 de abril de 1995 salió la primera versión electrónica (nación.com). La edición se ha ido desarrollando y hoy cuenta también con información exclusiva que no tiene la versión impresa (por ejemplo, vídeos y audio).
En 1993 La Nación se convirtió en la primera entidad privada con acceso a Internet en Costa Rica y en una de las pioneras en Centroamérica. En abril de 1995 pasa a ser el primer periódico centroamericano —y uno de los primeros medios de comunicación de América Latina—, en crear su versión en la red.
Según el índice Alexa, a principios de marzo de 2013 el sitio web de La Nación era la página más visitada entre las creadas en Costa Rica y ocupaba el sétimo lugar en general entre todos los sitios visitados desde este país.
La Nación ha sido el único diario centroamericano que seleccionado por Google para digitalizar gratuitamente su archivo histórico y ponerlo a disposición de sus lectores.
La Nación comenzó a comercializar su edición electrónica (en formato PDF enriquecido) en diciembre del 2013 por medio del sitio Quiosco Grupo Nación. Junto con el resto de publicaciones del Grupo Nación, se convirtieron en los primeros medios de Costa Rica en ser ofrecidos de esta manera, donde media un cobro y no es gratuito el acceso. El Quiosco Grupo Nación fue el primero de su tipo en Centroamérica e incluye no solo una versión para navegador web, sino también para iPad y para tabletas con el sistema operativo Android.
El 16 de junio del 2015, "La Nación" anunció que implementaría un sistema de suscripción digital, siguiendo los pasos de otros importantes medios de comunicación en la búsqueda de ingresos frescos. . Extraoficialmente se menciona que seis meses después tienen más de 5.000 suscriptores digitales solo en "La Nación" (el proyecto también incluyó a El Financiero).
Según una investigación realizada por el Programa de la Sociedad de la Información y el Conocimiento de la Universidad de Costa Rica, La Nación es el medio con más credibilidad y el que las personas dicen utilizar más en el país.

## Grupo Nación
En 1996, La Nación S.A. era una corporación asentada en 14.400 metros cuadrados, con más de mil empleados y diez subsidiarias, además de tres matutinos, un semanario, cinco revistas, un negocio de impresión y distribución de impresos, artes gráficas computarizadas, locales comerciales, convertidora de papel e inversiones accionarias.
Actualmente (2013) es propiedad del Grupo Nación, al que pertenecen también otros diarios y revistas como Al Día, El Financiero, La Teja y las revistas: Perfil, Sabores y Su Casa,Soho. Además, posee otras empresas como Servigráficos, Impresión Comercial y PAYCA. Mantiene asimismo al aire cuatro emisoras —ADN, Los 40 Principales,Bésame y Q'teja— del Grupo Latinoamericano de Radiodifusión (alianza con el Grupo Prisa de España y Caracol de Colombia).
Los principales accionistas del Grupo son la familia Jiménez. En 2012 se informó sobre la posible compra del Grupo por parte de Prisa o Caracol, pero rápidamente el medio salió al paso de esas afirmaciones, desmintiéndolas completamente por medio de un editorial. "Ningún grupo extranjero, o nacional, está comprando el Grupo Nación, como falsamente “informó” una publicación electrónica", dijo directamente.
El 22 de mayo de 2013 el Grupo Nación hizo una serie de anuncios en los que se informaba el cierre de la revista SoHo y de 156 plazas, la creación de un nuevo edificio para consolidar las redacciones de todos los medios a un costo de ¢2.750 millones (unos 6 millones de dólares del momento), la creación de la radioemisora Q’Teja, el nacimiento del Club de Suscriptores de La Nación, el lanzamiento del sitio www.quecomemos.cr (para ordenar comida en línea), una billetera electrónica bajo la marca ZIMP y un portal para encontrar pareja llamado T-Encuentro.
El departamento de Revistas de Grupo Nación presentó el 5 de junio del 2013 (Día Mundial del Ambiente) una ampliación de geolocalización de centros de acopio y reciclaje.

El miércoles 17 de julio de 2013, el Grupo Nación anunció la adquisición del autódromo La Guácima por $40 millones. Se informó que se remodelaría el espacio para ofrecer, entre otras cosas, un centro de convenciones.
El lunes 21 de julio de 2014 comenzó a publicar un nuevo diario, Ahora, con el eslogan Las noticias que podés usar, pero alcanzó a circular solo 4 meses.
El 13 de noviembre de 2014, el Grupo Nación llegó a un acuerdo con el Gobierno de Costa Rica, sobre una investigación de fraude fiscal entablada por la venta de las antiguas rotativas, que habían sido descartadas como chatarra, a un medio dominicano. El acuerdo estableció el pago por parte del grupo de ¢2.277 millones, (poco más de 5.5 millones de dólares) para que el Juzgado Penal de Guadalupe (San José) dictara sobreseimiento definitivo.
Ese mismo día el grupo anunció un drástico reordenamiento de sus negocios, con la decisión de cesar la circulación de los diarios Al Día (última edición: 30 de noviembre) y Ahora (el 15 de noviembre, después de 4 meses de prueba), así como de la revista Su Casa (en diciembre), lo que significó un recorte de personal de 100 plazas.
El 11 de abril de 2015 inauguró el Parque Viva, descrito como "el primer recinto en Centroamérica que reúne un Anfiteatro, un centro de eventos y un circuito de competencias, diseñados y construidos para revolucionar, de forma sostenible, las experiencias en la región".
El 13 de abril de 2015 se anunció el cierre de la emisora ADN 90.7 FM a partir del día 30 de ese mes.], La Nación, 13.04.2015; acceso 10.11.2015</ref>

## Postura política
Según el académico Mario Carvajal, La Nación ha sido históricamente dirigido con una clara línea editorial liberal y derechista, al tiempo que mostró una mayor hostilidad hacia los gobiernos socialdemócratas del Partido Liberación Nacional que a los gobiernos socialcristianos, que desarrollaron una tendencia hacia el neoliberalismo en algunos de sus gobiernos.
Existen analistas del medio académico costarricense que acusan al Grupo Nación S.A. de hostilidad hacia cualquier figura o partido político que consideren de tendencias socialistas, socialdemócratas, izquierdista o progresistas, y de apoyar en cambio posturas neoliberales y conservadoras que convengan a una "clase oligárquica" del país, independientemente de su color político.
Asimismo, de acuerdo a esos analistas y críticos, conforme el PLN se fue orientando a posiciones hacia la derecha, la línea editorial del medio mostró más cercanía hacia ese partido, con el cual históricamente se enfrentó.